# Nico van Est

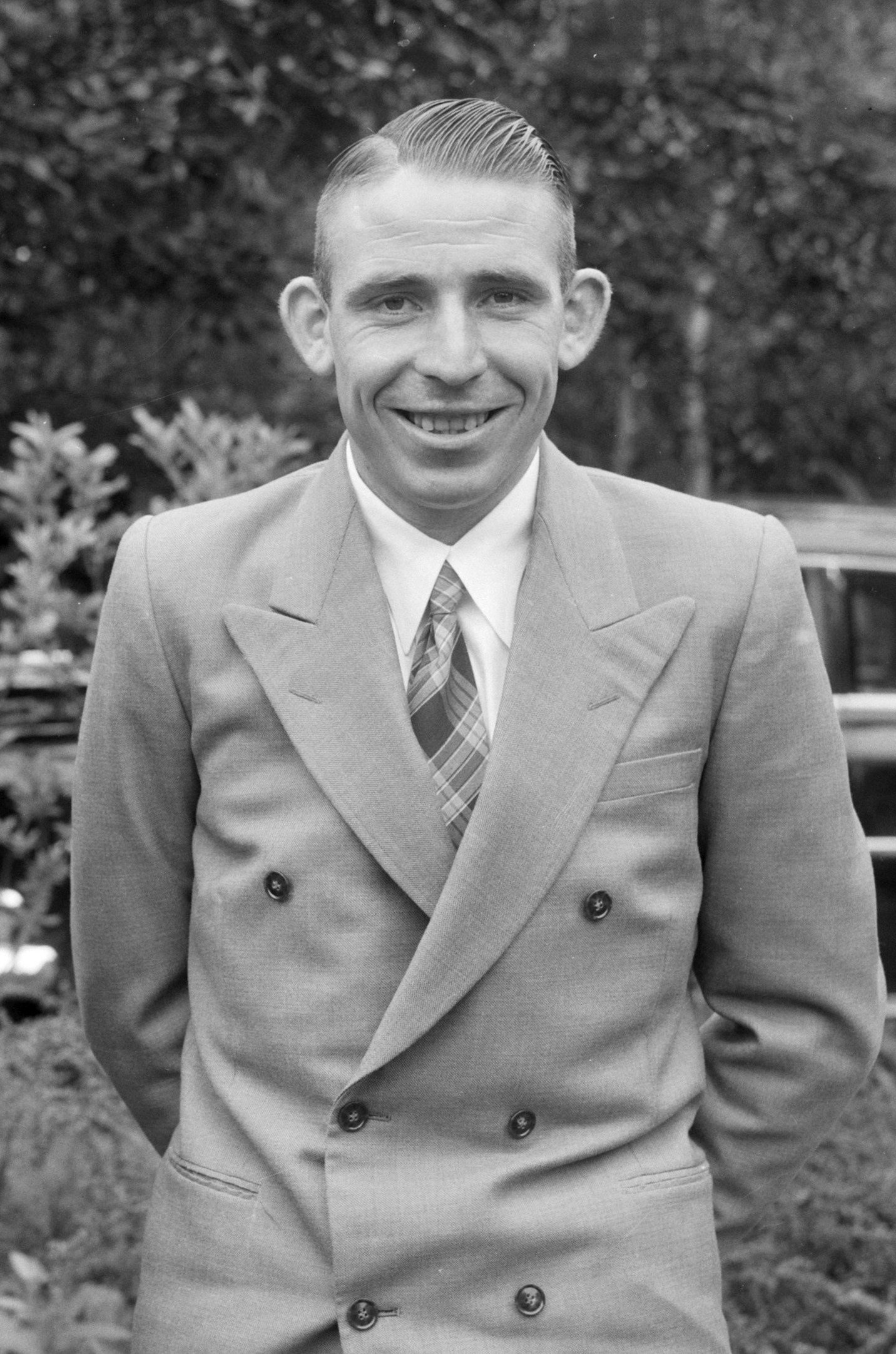
Nico van Est in 1954

Nicolaas (Nico) van Est (Fijnaart, 19 april 1928 – Noordschans, 8 juli 2009) was een Nederlands wielrenner. Hij was een broer van Wim van Est en Piet van Est. Als wielrenner was hij bekend onder de voornaam Nico, maar in het dagelijks leven werd hij Klaas genoemd. In de wielerwereld had hij de bijnaam Brick, vanwege zijn gelijkenis met wielrenner Briek Schotte.

## Loopbaan
Nico van Est was van 1954 tot en met 1956 professioneel wielrenner. Hij reed voor de ploeg Locomotief-Vredestein/Mars. Hij kwam namens Nederland uit in de Ronde van Frankrijk 1954, die dat jaar in Amsterdam startte. In de tiende etappe kwam Van Est samen met zijn landgenoot Jules Maenen buiten de tijdslimiet binnen nadat beiden ten val waren gekomen en werd hij uit de strijd genomen.
Eerder in 1954 was Van Est vierde geworden in de Ronde van Nederland, gewonnen door zijn broer Wim. Een jaar later was hij minder succesvol in deze ronde, hij viel op een wildrooster op de Veluwe en werd met diepe beenwonden en een hersenschudding naar het ziekenhuis vervoerd. Tijdens zijn korte loopbaan liep hij verschillende kwetsuren op, zoals een sleutelbeenbreuk en een knieblessure.
Na zijn wielercarrière was Van Est werkzaam in de bouw en had hij een loonwerkersbedrijf. Na de scheiding van zijn vrouw in 1978 woonde hij alleen in zijn woning in het Brabantse Noordschans. Begin 2008 werd hij gediagnosticeerd met buikkanker. Doktoren gaven hem minder dan enkele maanden, maar hij leefde nog anderhalf jaar en stierf in juli 2009.

## Citaat
Die jongen is van ijzer. Als hij 's middags een wedstrijd moet rijden, staat hij soms 's morgens om vijf uur al op het land te werken.
— Ploegleider Kees Pellenaars over Nico van Est

## Resultaten in voornaamste wedstrijden
| Jaar | Ronde van Italië | Ronde van Frankrijk | Ronde van Spanje |
| ---- | ---------------- | ------------------- | ---------------- |
| 1954 |                  | opgave              |                  |